# Borba za investituru
Borba za investituru   je bila najznačajniji sukob između Crkve i države u srednjovjekovnoj Europi. U 11. i 12. stoljeću, niz papa iskušavao ovlasti europskih monarhija nad kontrolom imenovanjima, ili investiturom crkvenih dužnosnika kao što su biskupi i opati. Iako je glavni sukob je počeo 1075. između pape Grgura VII i Henrika IV, cara Svetog Rimskog Carstva, kratka, ali značajna borba oko investiture se dogodila između Henrika I., kralja Engleske i pape Paskala II. u godinama 1103. do 1107., a to pitanje je također igralo omanju ulogu u borbi između crkve i države u Francuskoj. Cijeli spor je konačno riješen Wormskim konkordatom iz 1122. godine.
Potkopavanjem moći osnovane careva salijske dinastije, spor je doveo do skoro 50 godina građanskog rata u Njemačkoj, te trijumfa velikih knezova i opata, dok je carska moć ponovno uspostavljena pod dinastijom Hohenstaufena. 

## Pozadina
Nakon pada Zapadnog Rimskog Carstva a prije borbe za investituru, postavljanje biskupa je teorijski bila zadaća Crkve, ali u praksi su ih postavljale svjetovne vlasti (carevi, kraljevi i vojvode). S biskupskom ili opatskom službom dolazilo je dosta zemlje i bogatstva, tako da su se crkveni položaji često kupovali, iako je to bio grijeh (simonija). Prodaja crkvenih položaja postaje značajan izvor prihoda svjetovnih vladara. Osim toga biskupi su bili zbog svoje pismenosti bili često i dio svjetovnih vlada. Vladaru je bilo jako korisno na položaj dovesti biskupa ili opata koji će biti odan.
Pored svega ostalog car Svetog rimskog carstva imao je mogućnost postavljati/svrgavati papu, a papa je postavljao i krunio cara Svetog rimskog carstva. 

## Gregorijanska reforma
Kriza je započela kada je jedna skupina biskupa, predložila provedbu gregorijanske reforme crkve. Osnovni razlog reforme je prodaja crkvenih položaja (simonija). Zato je predloženo da Crkva postavlja svećenike. Gregorijanski reformisti su znali da to neće moći izvesti, dok god car može postavljati papu. Prvi korak je stoga bio da car ne postavlja papu.
Prilika se pokazala, kad je na vlast došao 1050-ih car Henrik IV. Pošto je car bio još dijete od 6 godina reformatori proglašavaju 1059. na crkvenom koncilu u Rimu da svjetovni vladari neće više birati pape. U tu svrhu su formirali kolegij kardinala koji bira papu. Taj način biranja papa se održao do danas. Kad je Rim uspio kontrolirati izbor pape, krenuo je na ukidanje prava vladara na investituru ostalih svećenika.

## Henrik IV i papa Grgur VII
Godine 1075 papa Grgur VII ustvrdio je u Dictatus Papae, "zbirci kanona" (vidi također kanonsko pravo), od kojih je jedan tvrdio da je uklanjanje cara pod moći samog pape . Izjavio je kako rimska crkva je osnovana od strane Boga - da je papinska vlast (auctoritas pape Gelasiusa) bila je jedina univerzalna moć. Štoviše, vijeće je držačo zasijedanje u Lateranu od 24-28 veljače iste godine [6] odlučivši da papa sam može imenovati ili razriješiti crkvene dužnosnike ili ih premjestiti iz jedne u drugu dužnost. Do tog vremena, Henrik IV više nije dijete te je nastavio imenovati svoje biskupe te je reagirao na ovu izjavu slanjem Grguru VII pisma u kojem je povukao svoju carsku potporu Grgura kao pape pod nejasnim uvjetima : pismo je naslovaljeno "Henrik, kralj ne kroz uzurpaciju, nego kroz sveto Božje zaređenje Boga, za Hildebranda, u ovom trenutku ne pape, nego lažnog redovnika"To je zvalo na izbor novog pape. Poslanica završava riječima: 
| „ | Ja, Henrik, kralj po milosti Božjoj, sa svim mojim biskupa, kažem ti, siđi, siđi, i budi prokleti kroz vijekove. | ” |
|   | |   |

Papa Grgur VII. je 1075. tvrdio da je Rimska crkva osnovana od Boga i da je papinska vlast univerzalna i da jedino papa može postavljati biskupe i svećenike. To je bio otklon od srednjovjekovne ravnoteže snaga i Grgur VII po tome eliminira investituru, po kojoj je božanski postavljeni monarh imao pravo postavljati prelate, koji bi opet imali i svjetovnu i duhovnu moć. Kada je Henrik IV odrastao, poslao je Grguru VII pismo, kojim smjenjuje papu i saziva izbor novog pape.
Grgur VII. odgovara 1076. pismom, kojim izopćuje kralja i svrgava ga kao kralja i cara. To je bilo prvi put da je car svrgnut od 4. stoljeća. Praktički i papa i car su jedan drugoga svrgli. Njemačka aristokracija je bila sretna jer je car svrgnut. Oni su koristili religiju kao pokriće za nastavak pobune, koja je ranije započela. Aristokracija je prigrabila carske ovlasti, pa je počela polagati pravo vlasti nad seljacima i posjedima. Gradili su zamkove, tamo gdje je prije bilo zabranjeno i gradili su lokalne feude da bi se odvojili od carstva.
Henrik IV. je bio suočen s pobunama, pa mu nije preostalo ništa drugo nego se ispričati papi. Pokajnički putuje u Canossu 1077. i tu se ispričava papi. Kao dokaz da se kaje za svoje grijehe došao je bos usred zime i u košulji od grube oštre dlake. Grgur VII mu oprašta i skida ekskomunikaciju s njega. Ali njemačko plemstvo ne prestaju s pobunom. Izabrali su rivalskog kralja Rudolfa Reinfeldskog.
Henrik ubija 1081. Rudolfa i iste godine napada Rim s ciljem nasilne smjene Grgura VII i postavljanja novog pape. Grgur VII je pozvao u pomoć svoje prijatelje Normane, koji su bili u južnoj Italiji. Normani su spasili papu od Nijemaca. Normani su pri tome opljačkali Rim, pa su građani Rima ustali protiv pape Grgura VII. Grgur je pobjegao južno Normanima i ubrzo je umro.
Sukob oko investiture se nastavio još nekoliko desetljeća i svaki sljedeći papa je nastojao potaknuti pobunu u Njemačkoj protiv Henrika. Henrika IV je 1106. naslijedio sin Henrik V., koji je nastavio sa sukobom oko investiture.

## Sukob oko investiture u Engleskoj (1103-1107)
Vilim Osvajač je prihvatio blagoslov Grgura VII kad je izvršio invaziju Engleske. Međutim William Osvajač odbija papin zahtjev da dođe u Rim i prihvati takozvani dokument "Donacija Konstantina", po kojima bi papa imao puna prava postavljanja, a ne kraljevi.
Biskupi i opati Engleske ostali su lojalni William Osvajaču, iako je papa 1075. tvrdio da samo papa postavlja biskupe. Tijekom vlasti Henrika I bilo je dosta prepirki između Rima i Westminstera, pa nadbiskup Anselmo Kenterberijski podnosi ostavku i povlači se u samostan. Bio je ekskomuniciran Henrikov ključni savjetnik, ali papa se nije usuđivao ekskomunicirati Williama Osvajača. Papi je bila potrebna engleska podrška tijekom problema s Henrikom IV. Osim toga i u križarskom rat bila je potrebna engleska podrška.
U Engleskoj je postignut kompromis, zvan Londonski konkordat iz 1107., koji je kasnije poslužio kao uzor za Vormski konkordat u Njemačkoj. U Engleskoj su se razlikovali sekularne i duhovne moći visokih svećenika. Engleski kralj je predao papi pravo postavljanja biskupa i opata, ali zadržao je pravo da se biskupi njemu zakunu kao sekularni vazali, jer su posjedovali zemlju, koju im je kralj udijelio. 

## Konkordat iz Wormsa
Nakon 50 godina rata sklopljen je kompromis 23. rujna 1122., poznat kao Wormski konkordat. Dogovoreno je da se ukine investitura, tj. da kraljevi ne postavljaju biskupe. Međutim sekularni vladari su zadržali neslužbeni bitan utjecaj na proces postavljanja.
Pape su ovim dobile mnogo veću moć. Međutim sukob se nije time okončao. Ponovo će izbijati sukobi papa i svetih rimskih careva, sve dok teritorij današnje Italije (gdje se nalazila papinska država)  ne bude izvan nadzora Svetog rimskog carstva. 